# Нічого не виникає з нічого
Нічого не виникає з нічого або Ex nihilo nihil fit (грец. οὐδὲν ἕξ οὐδενός) — крилатій вислів, відоме латинське прислів'я, яке походило з давньогрецької філософії.

## Історія
Нічого не походить з нічого — це філософський аргумент, який уперше застосував Парменід. Це пов'язано з усією давньогрецькою релігією та космологією, що також представлена в працях Гомера та Гесіода, де не існує розриву між світом невидимим і світом видимим, оскільки щось не може бути створено з нічого.
Учень Парменіда Мелісс писав: «Завжди було те, що було і буде завжди. Бо як могло бути, як воно народилося, те, що нічим не було. Ніколи нічого не походить з нічого».
Ця ідея про те, що «ніщо не походить з нічого», яку сформулював Парменід, уперше з'являється в «Фізиці» Арістотеля:
τί δ᾽ ἄν μιν καὶ χρέος ὦρσεν ὕστερον ἢ πρόσθεν, τοῦ μηδενὸς ἀρξάμενον, φῦν; οὕτως ἢ πάμπαν πελέναι χρεών ἐστιν ἢ οὐχί.

«Але як би він міг бути створений, пізніше або раніше, якби він походив ні з чого; отже, він або створений з чогось або взагалі [не створений]».
Римський поет і філософ Лукрецій застосував цей принцип у своїй першій книзі «Про природу речей» (De Rerum Natura):
Але дотримуючись Природи та її законів 

І це буде важливим — її перший принцип: нічого не походить

Навіть з будь-якої надприродної сили з нічого.

Безумовно, всі люди перебувають у лапах страху —

Дивлячись, як багато речей відбувається на небі над головою

Або тут, на землі, причини яких вони не можуть зрозуміти, 

Й пояснюють ці події з божественними силами.

Нічого не можна зробити з нічого — як тільки ми переконаємося, що це так,

Ми вже на шляху до того, що хочемо знати.
У драмі Шекспіра Король Лір, Лір у розмові з Корделією використовує ця прислів'я.
Цей принцип ліг в основу Закону збереження мас.